# La Symphonie française du travail
Pour plus de détails, voir Fiche technique et Distribution.
La Symphonie française du travail est un documentaire français réalisé par René Clément, sorti en 1937.

## Synopsis
Lors d'un voyage en train, s'engage une discussion sur les découvertes et les technologies françaises.

## Fiche technique
- Titre français : La Symphonie française du travail
- Réalisation : René Clément
- Scénario : Jean-Marie Huard
- Photographie : Georges Barrois, René Clément, Georges Maës, Hervé Missir
- Musique : Faustin Jeanjean
- Production : Étienne Nadoux
- Société de production : Office National Suisse du Tourisme
- Pays d'origine :  France,  Suisse
- Langue originale : français
- Format : noir et blanc — 35 mm — 1,37:1 — son Mono
- Genre : Documentaire
- Durée : 22 minutes
- Dates de sortie :  France : 1937

## Distribution
- Jean-Marie Huard
- Jacques Henley
- Pierre de Ramey
- Simone Muriel